# Lena Sjöholm
Lena Sjöholm (Malmö, 7 de agosto de 1946) es una deportista sueca que compitió en tiro con arco, en la modalidad de arco recurvo. Ganó dos medallas de bronce en el Campeonato Europeo de Tiro con Arco al Aire Libre, en los años 1974 y 1976.

## Palmarés internacional
| Campeonato Europeo al Aire Libre | Campeonato Europeo al Aire Libre | Campeonato Europeo al Aire Libre | Campeonato Europeo al Aire Libre |
| Año                              | Lugar                            | Medalla                          | Prueba                           |
| -------------------------------- | -------------------------------- | -------------------------------- | -------------------------------- |
| 1974                             | Zagreb (Yugoslavia)              | Medalla de bronce                | Equipo                           |
| 1976                             | Copenhague (Dinamarca)           | Medalla de bronce                | Equipo                           |